# Cymothoe hypatha
Cymothoe hypatha är en fjärilsart som beskrevs av William Chapman Hewitson 1866. Cymothoe hypatha ingår i släktet Cymothoe och familjen praktfjärilar. Inga underarter finns listade i Catalogue of Life.

## Bildgalleri

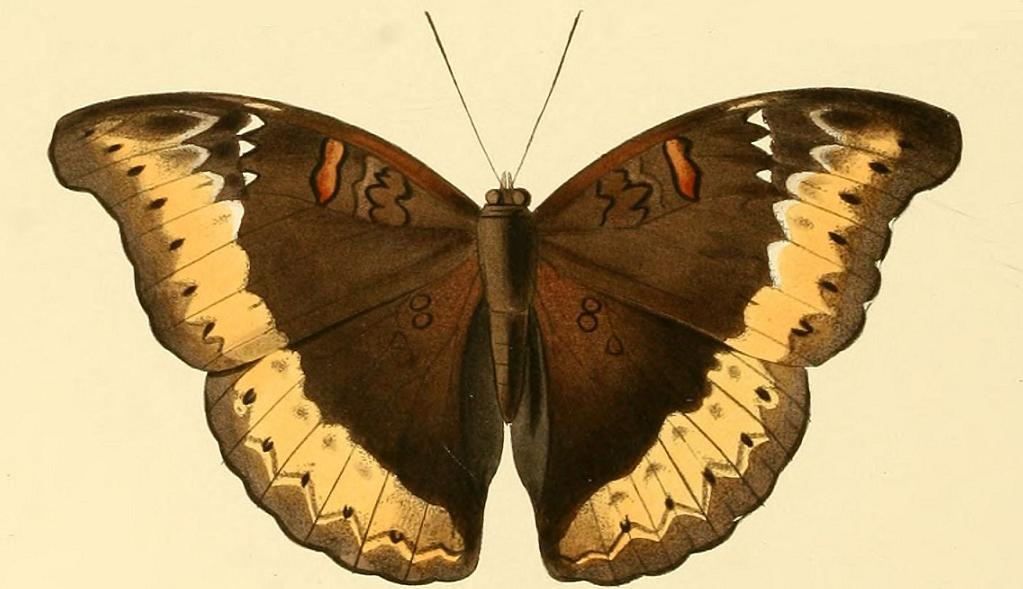
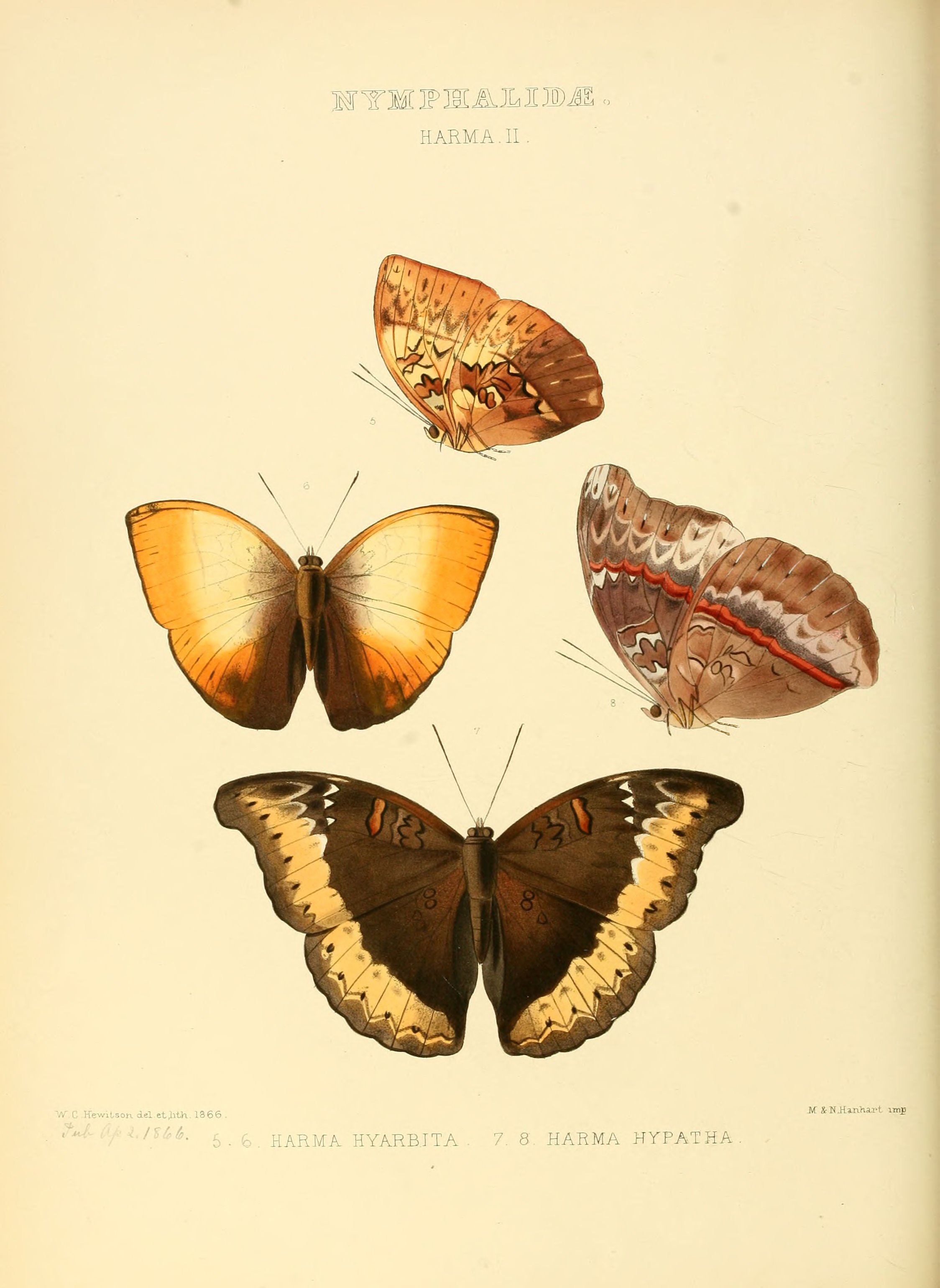